# Nordische Badmintonmeisterschaft 1979
Die Nordische Badmintonmeisterschaft 1979 fand Ende 1979 in Tromsø statt. Es war die 18. Auflage dieser Veranstaltung.

## Titelträger
| Disziplin    | Sieger                        |
| ------------ | ----------------------------- |
| Herreneinzel | Morten Frost                  |
| Dameneinzel  | Lene Køppen                   |
| Herrendoppel | Bengt Fröman Thomas Kihlström |
| Damendoppel  | Lene Køppen Inge Borgstrøm    |
| Mixed        | Steen Skovgaard Lene Køppen   |

## Finalresultate
| Disziplin    | Sieger                        | Finalist                              | Ergebnis            |
| ------------ | ----------------------------- | ------------------------------------- | ------------------- |
| Herreneinzel | Morten Frost                  | Flemming Delfs                        | 15-6, 15-4          |
| Dameneinzel  | Lene Køppen                   | Kirsten Larsen                        | 11-6, 11-1          |
| Herrendoppel | Bengt Fröman Thomas Kihlström | Flemming Delfs Steen Skovgaard        | 13-15, 15-11, 17-14 |
| Damendoppel  | Inge Borgstrøm Lene Køppen    | Kirsten Larsen Pia Nielsen            | 15-7, 15-2          |
| Mixed        | Steen Skovgaard Lene Køppen   | Jan Hammergaard Hansen Inge Borgstrøm | 15-6, 15-2          |